# Sartana (film)
Pour les articles homonymes, voir Sartana.
Pour plus de détails, voir Fiche technique et Distribution.
Sartana (titre original : Se incontri Sartana prega per la tua morte) est un film franco-germano-italien réalisé par Gianfranco Parolini (crédité Frank Kramer), sorti en 1968.

## Synopsis
Deux banquiers véreux provoquent des attaques de diligence pour s'offrir des bénéfices financiers importants. Désirant monter les deux bandes qu'ils emploient l'une contre l'autre, ils constatent que ces deux dernières ont été neutralisés par un mystérieux homme en noir, appelé Sartana.

## Fiche technique
- Titre original : Se incontri Sartana prega per la tua morte
- Titre français : Sartana
- Réalisation : Gianfranco Parolini
- Scénario : Luigi De Santis, Fabio Piccioni, Adolfo Cagnacci, Renato Izzo, Gianfranco Parolini et Theo Maria Werner
- Photographie : Sandro Mancori
- Montage : Edmondo Lozzi
- Costumes : Giorgio Desideri
- Musique : Piero Piccioni
- Production : Aldo Addobbati Theo Maria Warner
- Pays :  Italie et  Allemagne de l'Ouest
- Genre : western
- Durée : 95 minutes
- Dates de sortie :
  -  Italie : 14 août 1968
  -  Turquie : 14 avril 1969
  -  France : 4 juin 1969
  -  Allemagne de l'Ouest : 22 août 1969

## Distribution
- Gianni Garko : Sartana
- William Berger : Lasky
- Sydney Chaplin : Jeff Stewal
- Klaus Kinski : Morgan
- Fernando Sancho : le général Jose Manuel Mendoza
- Gianni Rizzo : Alman
- Franco Pesce (en) : Dusty
- Heidi Fischer : Evelyn
- Gianfranco Parolini : le fumeur de cigares lors de la partie de poker
- Maria Pia Conte